# Tika Sumpter
Euphemia L. Sumpter, més coneguda com Tika Sumpter   (Queens, 20 de juny de 1980) és una actriu, productora, presentadora de televisió i model americana. Va començar la seva carrera com a presentadora de TeenNick, Best Friend's Dati (2004-2005), i el 2005 va aconseguir el paper de Layla Williamson en la novel·la diurna de l'ABC, Live One Life, on va tenir protagonisme regularment fins al 2010. El mateix any, va protagonitzar el drama musical Stomp the Yard: Homecoming. Després va tenir papers recurrents com Raina Thorpe en el drama adolescent de la CW, Gossip Girl, i com Jenna Rice en la comèdia de la BET, The Game.
Sumpter va actuar posteriorment amb papers en What's Your Number? (2011) i Think Like a Man (2012), abans de Sparkle (2012) i La Madea Christmas (2013). El 2013, va començar el seu paper com Candace Young, la protagonista de la novel·la de la Oprah Winfrey Network, The Haves and the Have Nots. Més tard va interpretar Angela Payton en les pel·lícules de comèdia Ride Along (2014) i Ride Along 2 (2016), Yvonne Fair en la pel·lícula biogràfica Get On Up (2014) i Michelle Robinson Obama en la comèdia romàntica Southside with You (2016).